# Ill Fated
Ill Fated es una película canadiense de comedia y drama de 2004, dirigida por Mark A. Lewis, que a su vez la escribió junto a John Callander, musicalizada por Michael Neilson, en la fotografía estuvo Pieter Stathis y los protagonistas son Peter Outerbridge, Paul Campbell, John Callander y Nicki Clyne, entre otros. El filme fue producido por Prehumous Productions Inc. y Artifact Films; se estrenó el 15 de septiembre de 2004.

## Sinopsis
Jimmy es un adolescente de un pueblo chico que trata de tener una vida mejor. Su idea de marcharse y estudiar en la facultad se complica, ya que hay varias cuestiones que rondan su vida, como engaños, promiscuidad y otras dificultades con su novia y amigos.